# Vahase
Vahase ist eine estnische Ostsee-Insel. Sie liegt etwa 200 Meter westlich der Insel Abruka. Vahase gehört verwaltungsmäßig zur Landgemeinde Saaremaa im Kreis Saare.

## Beschreibung
Die Insel wurde erstmals im Jahr 1645 unter dem Namen Wahaso urkundlich erwähnt. Sie ist leicht bewaldet. Bei der Flora dominieren Wacholder, Eichen und Kiefern.
Um den Beginn der 1920er Jahre entstand auf der Insel ein Gehöft.
Aufgrund der niedrigen See ist es möglich, den Weg von Abruka nach Vahase zu Fuß zurückzulegen. Im Süden der langgestreckten Insel steht ein elf Meter hoher Leuchtturm. Er wurde 1973 errichtet.
Am östlichen Ufer liegen 15 Meter voneinander entfernt zwei große Findlinge. Der Legende nach sollen sie durch den Riesen Suur Tõll auf die Insel gelangt sein. Die Steine stehen seit 1937 unter Naturschutz.